# Martin Fritz
Jan Martin Fritz, född 27 februari 1937 i Carl Johans församling i Göteborg, är professor emeritus i ekonomisk historia och tidigare prorektor vid Göteborgs universitet.

## Biografi
Martin Fritz är född och uppvuxen i Göteborg, tog 1956 studentexamen vid Majornas Högre Allmänna Läroverk och påbörjade därefter studier i historia vid Göteborgs universitet.

## Utmärkelser
- 2008 - Göteborgs stads förtjänsttecken[3]